# Barry Stevens (cineasta)
Barry Stevens (Toronto, Canadá, 19 de diciembre de 1952) es un actor, guionista, director, productor de cine, documentalista y escritor canadiense residente en Toronto .

## Biografía
Barry Stevens Toronto, Canada, 19 de diciembre de 1952 después de algunos años como actor, comenzó a escribir dramas para television trabajando en programas como Street Legal. Ganó un premio Gemini de drama por escribir The Diary of Evelyn Lau y luego pasó a la documentación, En 1997, coescribió (con Steven Silver ) el documental ganador del Premio Emmy Internacional Gerrie & Louise , sobre la Comisión de la Verdad de Sudáfrica. Desde entonces se ha dedicado casi exclusivamente al trabajo documental, escribiendo y dirigiendo varios documentales aclamados por la crítica. Como director o escritor, trabajó en películas de ciencia e historia. Un documental personal llamado Offspring (2001) sobre su búsqueda de su donante de esperma se vio en 61 países, ganó el premio Donald Brittain, el premio del público IDFA fue nominado para un Emmy y un Grierson e influyó en la política pública en el Reino Unido y en otros lugares.The Bomber's Dream. (2006), Bio-Dad (2009) y Fiscal (2010).
A través de la realización de Offspring y Bio-Dad , que narraba la búsqueda de su propio padre donante de esperma, Stevens descubrió que era uno de los 1000 hijos potenciales del Dr. Bertold Wiesner , quien dirigió una clínica de fertilidad en Londres entre 1943 y 1962.
Otros proyectos de formato largo incluyen Prosecutor, sobre los primeros juicios de la Corte Penal Internacional,The Bomber's Dream , sobre la historia de los bombardeos a civiles, y Sector Sarajevo sobre la guerra en Bosnia. Los dos últimos ganaron premios WGC. Durante cuatro años, dirigió y coprodujo la aclamada serie para History TV, War Story , que ha ganado muchos premios, incluyendo dos veces a la Mejor Dirección en un documental en los Canadian Screen Awards. Recientemente completó un documental sobre desradicalización para TVOntario llamado Undercover Jihadi.

## Filmografía

### Documentales
- Offspring (2001, documental)
- The Great Atlantic Air Race (TV-2003, documental)
- Bio-Dad (TV-2009, documental)
- Fiscal (2010, documental)
- Sector Sarajevo (2013, documental)[9]

### Serie de TV: al menos 1 episodio
- D-Day to Victory (codirector, 2014)
- War Story (2012-2014)[10]

### Como guionista
- The Diary of Evelyn Lau (TV-1994)
- Gerrie & Louise (coguionista, 1997, documental)
- Offspring (2001, documental)
- The Last Just Man (coguionista, 2002, documental)
- The Great Atlantic Air Race (TV-2003, documental)
- Souvenir of Canada (2005, documental)
- The Bomber's Dream (2006, documental)
- Bio-Dad (TV-2009, documental)
- Sector Sarajevo (2013, documental) [11]

### Serie de TV: al menos 1 episodio
- Street Legal (1991, 1992, 1993)
- Ready or Not (1997)
- Wind at My Back (1997, 1999)[12]

### Como actor
- Canada's Sweetheart: The Saga of Hal C. Banks (1985)
- In This Corner (TV-1985)
- The Marriage Bed (TV-1986)
- Rolling Vengeance (1987)
- Glory! ¡Gloria! (TV-1989)
- Amor y odio (TV-1989)
- Personals (TV-1990)
- X-Rated (TV-1993)
- Young Again (1995)
- We the Jury (TV-1996) [13]

### Serie de TV – Apariciones especiales
- Rentaghost (1997)
- Street Legal (1987)
- Viendo cosas (1987)
- No es mi departamento (1987)
- Aprendiendo las cuerdas (1988)
- La maldición del viernes (1989)
- Liberty Street (1995)
- Traders (1996)
- PSI Factor: Chronicles of the Paranormal (1996)
- The Newsroom (1997) [14]

## Premios y nominaciones

### PorDiario de Evelyn Lau
- 1995: Premios Gemini a la "Mejor escritura en un programa dramático o miniserie" [15]

### PorGerrie y Louise
- 1998: (con Steven Silver) Premios Gemin a la "Mejor escritura en un programa o serie documental"
- 1998: (con Steven Silver) Premio del Sindicato de Escritores de Canadá [16]

### PorDescendencia
- 2001: Premio del público del Festival Internacional de Cine de Ámsterdam
- 2001: Nominado al Premio Hugo de Oro del Festival Internacional de Cine de Chicago al "Mejor Documental"
- 2002: Premio del Sindicato de Escritores de Canadá [17]

### Porel sueño de los bombarderos
- 2007: Premio del Sindicato de Escritores de Canadá a la "Mejor escritura en un documental" [18]

### PorWar Story
- 2014: 2nd Premios de la pantalla canadiense a "Mejor dirección en una serie documental" ("Ortona: The War Inside")
- 2017: 5th Premios de la pantalla canadiense a "Mejor dirección en una serie documental" ("The Long Way Home") [19]